# Konstantin Černenko
Kostantin Ustinovič Černenko (rusko Константин Устинович Черненко), sovjetski politik * 24. september 1911, Bolšaja Tes, Jenisejska gubernija, Ruski imperij, † 10. marec 1985, Moskva, Ruska SFSR, Sovjetska zveza.
Bil je peti generalni sekretar Komunistične partije Sovjetske zveze. Sovjetsko zvezo je vodil eno leto, od 13. februarja 1984 do svoje smrti 10. marca 1985.
Rodil se je v revni družini iz Sibirije, po rodu je bil na pol Čukč. Leta 1929 se je Černenko pridružil Komsomolu (mladinski zvezi komunistične partije) in postal polnopravni član partije leta 1931. Po vrsti propagandnih funkcij je leta 1948 postal vodja propagandnega oddelka v Moldaviji, kjer je služil pod vodstvom Leonida Brežnjeva. Potem, ko je Brežnjev leta 1964 prevzel mesto generalnega sekretarja KPSZ, je Černenko postal vodja Generalnega (splošnega) oddelka Centralnega komiteja, odgovornega za določanje dnevnega reda Politbiroja in pripravo odlokov Centralnega komiteja. Leta 1971 je Černenko postal član Centralnega komiteja, 1976 sekretar CK, naslednje leto kandidat, leta 1978 pa tudi redni član Politbiroja, to njegovo hitro napredovanje v 70. letih pa kaže na namen Brežnjeva, da bi ga naredil za svojega nasldenika na najvišjem položaju, kar se je uresničilo šele v drugem poskusu.
Po smrti Brežnjeva in njegovega naslednika Jurija Andropova je bil Černenko februarja 1984 imenovan za generalnega sekretarja (kot kompromisna rešitev) in tako postal voditelj Sovjetske zveze. Ker se je njegovo zdravje hitro slabšalo, pogosto ni mogel opravljati svojih uradnih dolžnosti. Umrl je marca 1985, potem ko je državo formalno vodil le eno leto in en mesec. Od vseh sovjetskih voditeljev je državo vodil najmanj časa, na mestu vodje Sovjetske zveze pa ga je nasledil Mihail Gorbačov.

## Biografija

### Zgodnja kariera
Černenko se je rodil 24. septembra 1911 v revni družini v sibirski vasi Bolšaja Tes in se leta 1929 pridružil Komsomolu (Zvezi komunistične mladine). Do leta 1931 je postal polnopravni član vladajoče komunistične partije. Od leta 1930 do 1933 je služil v sovjetski mejni straži na sovjetsko-kitajski meji. Po odsluženem vojaškem roku se je vrnil v Krasnojarsk kot propagandist. Leta 1933 je delal v oddelku za propagando Novosjolovskega okrožnega partijskega komiteja. Nekaj let pozneje je bil povišan v vodjo istega oddelka v Ujarsk Rajkom.
Černenko se je vztrajno dvigoval v partijskih vrstah in postal direktor Krasnojarske hiše partijskega razsvetljenja, nato pa je bil leta 1939 imenovan za namestnika vodje oddelka za agitprop Teritorialnega komiteja Krasnojarska. Na začetku štiridesetih let je bil imenovan za Sekretarja Teritorialnega komiteja stranke za propagando. Do leta 1945 je pridobil diplomo na partijski šoli v Moskvi, nato pa leta 1953 končal dopisni tečaj za učitelja. Prelomnica v Černenkovi karieri je bila njegova naloga za vodjo propagandnega oddelka komunistične partije v Moldavski sovjetski socialistični republiki leta 1948. Tam je spoznal in pridobil zaupanje Leonida Brežnjeva, prvega sekretarja moldavske komunistične partije od leta 1950 do 1952 in bodočega voditelja Sovjetske zveze. Černenko je leta 1956 sledil Brežnjevu v Moskvo, kjer je zasedel podobno propagandno mesto v Centralnem komiteju KPSZ v Moskvi. Leta 1960, ko je bil Brežnjev imenovan za predsednika predsedstva vrhovnega sovjeta (naslovni vodja Sovjetske zveze), je Černenko postal njegov vodja kabineta. 
V času Brežnjevega vodenja stranke se je Černenkova kariera uspešno nadaljevala. Leta 1965 je bil imenovan za vodjo Generalnega oddelka Centralnega komiteja in je dobil mandat za določanje dnevnega reda Politbiroja in za pripravo osnutkov številnih odlokov in sklepov Centralnega komiteja. Spremljal je tudi telefonske prisluhe in prikrite prisluškovalne naprave v pisarnah članov vrha Partije. Njegova druga naloga je bilo podpisovanje na stotine partijskih dokumentov dnevno, delo, ki ga je opravljal naslednjih 20 let. Tudi potem, ko je postal generalni sekretar stranke, je še naprej podpisoval dokumente, ki so se nanašali na Generalni oddelek (ko dokumentov ni mogel več fizično podpisovati, je bil namesto tega uporabljen faks). Leta 1971 je Černenko napredoval v polnopravnega člana Centralnega komiteja: nadziral je partijsko delo nad Pisemskim uradom in se ukvarjal s korespondenco. Leta 1976 je bil izvoljen za tajnika Pisemskega urada. Leta 1977 je postal kandidat, leta 1978 pa redni član politbiroja, drugi v partijski hierarhiji za generalnim sekretarjem. 
V zadnjih letih Brežnjevega vladanja se je Černenko popolnoma vživel v ideološko partijsko delo: vodil je sovjetske delegacije v tujini, spremljal je Brežnjeva na pomembnih srečanjih in konferencah ter bil član komisije, ki je leta 1977 revidirala sovjetsko ustavo. Leta 1979 je sodeloval pri pogovorih o omejitvi orožja na Dunaju.

### Voditelj Sovjetske zveze
Po smrti Jurija Andropova so Černenka 10. februarja 1984 izvolili za novega voditelja Sovjetske zveze, čeprav je on izjavil, da želi, da za voditelja države imenujejo Mihaila Gorbačova, saj je sam takrat že bolehal za določenimi zdravstvenimi težavami. Njegove zdravstvene težave so v času njegovega vladanja postale vse večji problem, saj je Černenko zaradi bolezni vse pogosteje zamujal sestanke.
Na Andropovovem pogrebu je Černenko komaj prebral žalni govor. Prisotni so se trudili ujeti pomen tega, kar je hotel povedati. Govoril je hitro, pogoltnil besede, kašljal in se večkrat ustavil, da bi si obrisal ustnice in čelo. Na Leninov mavzolej se je povzpel po na novo nameščenih tekočih stopnicah, spustil pa se je s pomočjo dveh stražarjev.
Černenko je predstavljal vrnitev k politiki poznega Brežnjeva. Kljub temu je podpiral večjo vlogo sindikatov ter reformo izobraževanja in propagande. Ena velika kadrovska sprememba, ki jo je naredil Černenko, je bila razrešitev načelnika generalštaba maršala Nikolaja Ogarkova. V zunanji politiki se je pogajal o trgovinskem paktu s Kitajsko. Kljub pozivom k ponovni poenostavitvi je Černenko naredil malo, da bi preprečil stopnjevanje hladne vojne z ZDA. Na primer, leta 1984 je Sovjetska zveza preprečila obisk vzhodnonemškega voditelja Ericha Honeckerja v Zahodni Nemčiji.Vendar pa sta se pozno jeseni 1984 ZDA in Sovjetska zveza strinjali, da bodo v začetku leta 1985 nadaljevali pogovore o nadzoru orožja. 8. maja 1984 je ZSSR pod Černenkovim vodstvom objavila svojo namero, da ne bo sodelovala, pri čemer se je sklicevala na varnostne pomisleke in "šovinistična čustva ter antisovjetsko histerijo, ki se razganja v Združenih državah". Novembra 1984 se je Černenko srečal z vodjo britanske Laburistične stranke Neilom Kinnockom.

### Smrt
Černenko je začel kaditi, ko je imel komaj 9 let in je veljal za zelo verižnega kadilca. Dolgo pred izvolitvijo za sovjetskega voditelja je zbolel za emfizemom in srčnim popuščanjem na desni strani telesa. Ko je bil poleti 1984 dalj časa odsoten, je zbolel za pljučnico. Emfizem in s tem povezane poškodbe pljuč in srca so se pri Černenku v zadnjih treh tednih februarja 1985 znatno poslabšali. Po besedah glavnega kremeljskega zdravnika Jevgenija I. Čazova se je Černenku razvil tudi kronični hepatitis in ciroza jeter. 10. marca 1985 ob 15.00 uri je Kostantin Černenko padel v komo in istega dne ob 19.20 umrl v starosti 73 let. Obdukcija je pokazala, da je bil vzrok smrti kombinacija kroničnega emfizema, povečanega in poškodovanega srca, kongestivnega srčnega popuščanja in ciroze jeter. Razglašeno je bilo tridnevno žalovanje po vsej državi. Černenka so pokopali v nekropoli Kremjskega zidu in je tudi zadnji sovjetski voditelj, ki je tam pokopan, na mestu voditelja pa ga je nadomestil Mihail Gorbačov.